# Dogali (Schiff)
Die Dogali war ein kleiner Geschützter Kreuzer der italienischen Regia Marina zum Ende des neunzehnten Jahrhunderts. Als Spekulationsbau von der Werft Armstrong, Mitchell & Co in Elswick begonnen, sollte sie an die Marine Griechenlands unter dem Namen Salamis verkauft werden. Das im Dezember 1885 vom Stapel gelaufene Schiff konnte jedoch nicht bezahlt werden, so dass die Bauwerft einen neuen Käufer finden musste. Die Regia Marina kaufte schließlich 1887 den Kreuzer und gab ihm den Namen Angelo Emo nach dem letzten venezianischen Großadmiral. Bei Indienststellung wurde der Name in Dogali geändert, um der Opfer der Schlacht bei Dogali zu gedenken. Nach Einsatz in Ostafrika und um Amerika wurde die Dogali 1908 schließlich nach Uruguay verkauft, wo sie anfangs 24 de Agosto, dann Montevideo hieß. Sie wurde 1914 abgerüstet und diente noch eine Zeit als Schulschiff, ehe sie 1930 zum Abbruch verkauft wurde.

## Baugeschichte
Am 13. Februar 1885 erfolgte die Kiellegung des Neubaues Nr. 482 auf der Werft von Armstrong, Mitchell & Co in Elswick. Der von William Henry White konstruierte, relativ kleine Kreuzer erhielt eine starke Panzerung und Bewaffnung sowie eine beträchtliche Geschwindigkeit. Griechenland kaufte das im Bau befindliche Schiff im Dezember 1885 an, das vor allem die Ägäis eingesetzt werden sollte. Als es im Dezember 1885 vom Stapel lief, wurde es Salamis getauft. Griechenland hatte jedoch Schwierigkeiten, den Weiterbau zu finanzieren und stornierte 1886 den Auftrag. Im Juli 1886 galt plötzlich die Türkei als Käufer.
Italien, das mit der etwas größeren Giovanni Bausan den zweiten Elswick-Kreuzer überhaupt 1885 erworben hatte, profitierte nun von der Situation und kaufte für 156.000 Pfund im Januar 1887 das für den Dienst im Mittelmeer konstruierte Schiff, das schon mit verschiedenen Propellern getestet worden war. Es wurde am 16. Februar 1887 unter dem Namen Angelo Emo zu Ehren von Angelo Emo, dem venezianischen Admiral des achtzehnten Jahrhunderts, von der Regia Marina übernommen. Nach der Überführung nach Italien und kurz vor der formellen Indienststellung am 28. April 1887 wurde der Name in Dogali erneut geändert.

### Beschreibung
Das Erscheinungsbild des relativ kleinen Kreuzers wurde durch zwei nahe beieinanderstehende, fast 15 m hohe Schornsteine bestimmt. Die beiden Masten hatten Marsen, die mit Gatling-Mitralleusen ausgestattet waren. Auch waren beide Masten noch für eine Hilfsbeseglung ausgerüstet, die nach 1890 abgebaut wurde.
Das Panzerdeck war 25 mm (ein Zoll) und in den Abschrägungen 51 mm dick (2 Zoll). Die Dogali war das erste Kriegsschiff mit einem Antrieb durch Verbunddampfmaschinen mit dreifacher Dampfdehnung, die von Hawthorn, Leslie & Co in Newcastle upon Tyne gebaut wurden. Bei ihren Abnahmetests wurde die vereinbarte Konstruktionsleistung von 5000 PS übertroffen. Auf ihrer 6-Stunden-Fahrt wurden unter Nutzung eines Gebläses 7197 PSi gemessen. Die erreichte Dauergeschwindigkeit betrug 19,66 Knoten (kn). In zeitgenössischen Pressemeldungen wurde eine Höchstgeschwindigkeit von 22,5 kn berichtet. Der Kohlevorrat von 430 Tonnen ermöglichte bei ökonomischer Fahrt (10 kn) einen Fahrbereich von 4000 Seemeilen.
Die Hauptbewaffnung bestand aus sechs 15,2-cm-L/40-Kanonen „6 Zoll/40 QF Mk. I“ der Bauart Armstrong, einer vom Hersteller neuentwickelten Schnellfeuerkanone. An Bug und Heck standen je zwei Kanonen auf gleicher Höhe nebeneinander, die beiden anderen waren seitlich des zweiten Schornsteins an Deck in Ausbuchtungen aufgestellt. Alle sechs hatten Schutzschilde mit einer Stärke von 115 mm. Ergänzt wurde die Bewaffnung durch neun 5,7-cm-L/40-Kanonen, sechs Maschinengewehre System Gardner und die Gatling-Mitrailleusen auf den Masten. Zeitweise soll auch eine einzelne 7,5-cm-Kanone installiert gewesen sein. Darüber hinaus verfügte der Kreuzer über vier Überwasser-Torpedorohre, Kaliber 35,6 cm, von denen eines fest im Bug und die drei anderen drehbar an den Seiten und am Heck installiert waren.
Die italienische Marine sah eine Mannschaft von 12 Offiziere und 232 Unteroffiziere und Matrosen vor.

## Einsatzgeschichte
Erster Kommandant der Dogali wurde Fregattenkapitän Roberto De Luca, der das Schiff schon von England nach Neapel überführt hatte. Die erste Einsatzfahrt führte den Kreuzer in das Rote Meer, wobei er bei der Ausreise viele Häfen im Mittelmeer anlief. Nach kurzer Rückkehr nach Italien lief die Dogali im Sommer 1888 erneut aus und unterstützte die deutsch-englische Blockade von Sansibar, die den Sklavenhandel unterbinden sollte. Im März 1889 kehrte das Schiff nach Italien zurück.
Von April bis Juni 1890 patrouillierte die Dogali mit anderen Einheiten der italienischen Flotte an der Küste der Levante und besuchte dann im Oktober Lissabon. 1891 wurde das Schiff erneut vor allem im östlichen Mittelmeer eingesetzt. Am 22. Juli 1892 begann der Kreuzer in La Spezia eine Reise nach Südamerika über Cadiz. Im April 1893 besuchte die Dogali New York im Rahmen der internationalen Flottenschau „Columbian Naval Review“, der Feier zum 400-jährigen Jubiläum der Entdeckung Amerikas, zusammen mit der Giovanni Bausan und der Etna. Im Juli 1893 übernahm Fregattenkapitän Augusto Aubry in Südamerika das Kommando über die Dogali, die im September die Meuterei der brasilianischen Flotte beobachtete und erst im Mai 1894 nach Italien zurückkehrte. Sie wurde dort überholt und dann 1895 bis 1896 erneut im Roten Meer eingesetzt. 1897 gehörte sie zu dem Geschwader, das an der Enthüllung des Denkmals für Ulysses S. Grant in New York teilnahm. Auch in den folgenden Jahren wurde die Dogali im Atlantischen Ozean bis nach Südamerika und in der Karibik eingesetzt.
1904 lief die Dogali nach Reparaturen und einer kurzen Kreuzfahrt im Mittelmeer zum letzten Mal aus Italien als Schulschiff nach Mittel- und Südamerika aus. Dabei fuhr sie den Amazonas weiter aufwärts als jedes Kriegsschiff vor ihr und erreichte Santa Fe in Peru. Zuletzt war der deutsche Kreuzer Falke 1902 nur wenig kürzer den Amazonas hinaufgefahren. 1905 erfolgte eine Überholung in Pensacola und der Besuch vieler US-amerikanischer Häfen, so unter anderem New Orleans, Washington, D.C. und erneut New York (14. Juli 1905). 1906 lief sie schließlich in den Süden und durch die Magellanstraße in den Pazifischen Ozean. An der Westküste des Kontinents lief sie nach Norden bis Vancouver in Kanada. Eine in Esquimalt (British Columbia) Ende September geplante Überholung musste wegen Überlastung der dortigen Werft ausfallen.

## Dienst und Verbleib in Uruguay
Die italienische Marine wollte den inzwischen veralteten Kreuzer verkaufen. Entsprechende Verhandlungen mit Peru endeten jedoch erfolglos. Stattdessen kam ein Verkauf an Uruguay zustande. Am 16. Januar 1908 wurde das Schiff der Marine Uruguays übergeben, ohne seit 1904 in die Heimat zurückgekehrt zu sein. Es erhielt anfangs den Namen 24 de Agosto, wurde aber schon bald in Montevideo umbenannt. 1912 lief sie vor der brasilianischen Küste auf, konnte aber geborgen werden.
Nach der Indienststellung des aus Deutschland gelieferten Kanonenbootes Uruguay wurde die Montevideo 1914 entwaffnet und diente danach als stationäres Schulschiff. Im Jahr 1931 wurde die Montevideo schließlich zum Abbruch verkauft.